# Google AdSense
Google AdSense ist ein Onlinedienst des US-amerikanischen Unternehmens Google LLC, der Werbung auf Websites außerhalb der hauseigenen Angebote darstellt. Kern des Werbedienstes ist ein Algorithmus, der bei der Auswahl der Werbung die Inhalte der Zielwebseite berücksichtigt. Der Dienst wurde am 18. Juni 2003 gestartet und verfügte zehn Jahre später über zwei Millionen Publisher. Alleine im Jahr 2012 wurden an die AdSense-Teilnehmer weltweit über 7 Milliarden Dollar (entsprach 5,4 Milliarden Euro) ausgeschüttet.

## Geschichte
Im August 2009 öffnete sich der Anbieter Google für externe Angebote, zunächst allerdings nur in den Vereinigten Staaten. Erst seit Frühjahr 2010 können auch in anderen Ländern mehrere Websites als sogenanntes „Netzwerk“ hinzugefügt werden, dessen Werbeflächen sich zentral verkaufen lassen. Interessenten müssen hierfür ein Mindestmaß an Sicherheit, inhaltlicher Qualität und Geschwindigkeit erfüllen. Der Schritt stand im Zusammenhang mit der Einführung der sogenannten Ad Exchange: einer Plattform, auf der Werbeplätze im Rahmen einer Auktion vergeben werden. Beide Neuerungen wurden nach der Übernahme von DoubleClick durch Google ein Bestandteil von Google Ads.
Ebenfalls 2010 war AdSense Gegenstand einer Kontroverse zwischen den IT-Konzernen Google und Apple. Nach einem Software-Update häuften sich Berichte, Anzeigen aus dem AdSense-Netzwerk würden im Safari unter Mac OS X Snow Leopard nicht mehr dargestellt, während sie in anderen Browsern wie beispielsweise Firefox oder Chrome auf denselben Computern weiterhin sichtbar seien. Die Ursache für das Problem konnte nicht abschließend geklärt werden, jedoch wurden Anzeigen auf betroffenen Systemen später wieder fehlerfrei angezeigt.

## Funktionsweise

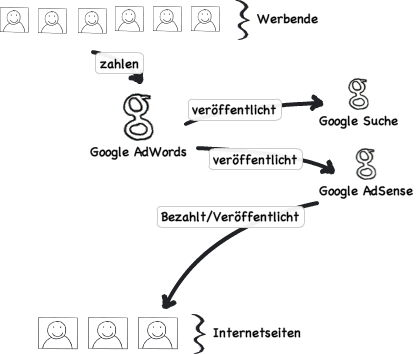
Funktionsweise (vereinfacht)

Google AdSense wählt Anzeigen passend zum Inhalt der Webseite aus, auf der sie dargestellt werden sollen. Zu diesem Zweck untersucht ein Webcrawler das entsprechende Angebot, wie es auch bei der Indexierung einer Website für die Suchmaschine Google der Fall ist. So ist es zum Beispiel wahrscheinlich, dass auf einer Website über Fotografie auch Anzeigen aus diesem Themenbereich dargestellt werden. Neben dem inhaltlichen Kontext unterstützt AdSense auch das interessenbezogene Targeting anhand des individuellen Profils eines Besuchers der Webseite beziehungsweise der Anzeige. Seit 2010 unterstützt Google das sogenannte Retargeting oder Remarketing als Alternative zu inhaltsbezogenen Anzeigen.
Kommen für ein Werbefenster mehrere Anzeigen zur selben Zeit infrage, so wird in einer automatisierten, in Echtzeit ausgewerteten Auktion entschieden, welche Anzeige den Vorzug erhält. Hierzu müssen Werbetreibende zuvor in ihrem Google-Ads-Dashboard festlegen, wie viel Geld sie pro Klick („Cost per Click“, „CPC“) auf ihre Anzeige maximal bezahlen wollen (s. Pay-per-Click-System); für die reine Impression (also die bloße Schaltung der Anzeige) wird keine Gebühr fällig. Werbetreibende (Google-Ads-Kunden) können außerdem ein Maximalbudget für einen bestimmten Zeitraum festlegen. (Beispiel: Bei einem Maximalbudget von 8 € pro Tag und Kosten von 2 € pro Klick wird die Anzeige pro Tag maximal so oft geschaltet, bis sie viermal angeklickt wurde – vorausgesetzt, es finden sich genügend passende Werbefenster.) Die Gebote können vom Google-Ads-Kunden z. B. je nach Keyword definiert werden. Google Ads gibt dem Kunden dabei bereits bei Gebotabgabe Feedback, ob sein Gebot langfristig ausreichend sein wird, um mit der Konkurrenz mitzuhalten. (Beispiel: Ein Anbieter von Energieausweisen wird feststellen, dass eine Schaltung im Zusammenhang mit einem allgemeinen, häufig gesuchten Keyword wie z. B. „Energieausweis“ tendenziell gefragter (und damit in der Auktion teurer) ist, als eine Schaltung unter dem weniger reichweitenstarken Keyword „Energetische Sanierung“.) Das System errechnet automatisch das Höchstgebot aus allen Geboten der für das jeweilige Werbefenster infrage kommenden Werbetreibenden. Die Anzeige mit den höchsten Umsätzen pro Klick wird also eingeblendet, was auch dem AdSense-Partner im Falle einer Interaktion des Nutzers mit der eingeblendeten Werbeanzeige („anklicken“) die höchstmöglichen Einnahmen für das jeweilige Fenster garantieren soll. Voraussetzung ist, dass der Partner nicht etwa durch das Blockieren einzelner Werbetreibenden in den Anzeigenauswahl-Algorithmus eingreift; in diesem Fall können sich die Umsätze in der Folge entsprechend verschlechtern, weil der Partner den Wettbewerb um seine Werbefenster künstlich verringert.

### Integration
Technisch erfolgt die Integration von Anzeigen in eine Website über JavaScript. Google nennt dem AdSense-Partner einen individuellen Code, der in die Kopfzeile des Angebots übernommen werden muss – die Skripte selbst verbleiben auf den Servern von Google. Anzeigen können sowohl in ihrem Format, als auch der Darstellung über sogenannte Templates gestaltet werden. Sie dienen in der Regel vor allem dazu, Anzeigen farblich an das Aussehen einer Website anzupassen. Farben und weitere Parameter können sowohl über Kontrollzentrum von AdSense, als auch die Google AdSense API geändert werden. Seit August 2013 unterstützt Google die Verwendung von Anzeigen, deren Darstellung sich automatisch je nach eingesetztem Gerät verändert. Dadurch lassen sich mehrere Größen für Anzeigen definieren, um eine optimale Darstellung beispielsweise auf Smartphones und Tabletcomputer zu erreichen. Seit 2018 können Ads optional vollkommen automatisch durch Google auf einer Webseite platziert werden: integriert man das Auto Ads-Codesnippet, ermittelt Google selbst mögliche Platzierungen für Werbeeinblendungen, richtet sie ein und bespielt sie mit Inhalten.

### Richtlinien
Für die Aufnahme einer Website in Google AdSense muss diese die Richtlinien des Programms akzeptieren. Diese beinhalten beispielsweise das Verbot, Besucher gezielt zum Klick auf bestimmte Anzeigen aufzufordern, um künstlich höhere Einnahmen zu generieren. Außerdem ist die Integration von AdSense auf Seiten verboten, welche bestimmte Inhalte anbieten, die beispielsweise pornografischer Natur sind oder mit dem Verkauf alkoholischer Getränke in Verbindung stehen. Die Schaltung von AdSense in Internetforen ist gestattet, solange die Anzeigen nicht mit regulären Beiträgen verwechselt werden können. Insgesamt dürfen auf einer Website nicht mehr als drei Anzeigen- und drei Linkblöcke eingebaut werden.
Google überprüft die Einhaltung der Richtlinien nach eigenen Angaben sowohl automatisiert als auch durch personenbezogene Zugriffe. Im Falle eines Verstoßes kann das AdSense-Konto ganz oder teilweise gesperrt werden, eine Reaktivierung ist nach Beseitigung der Probleme nur in Form eines erneuten Antrags auf Zulassung zu AdSense möglich.

### Bezahlung
Die Werbetreibenden gewinnt Google über Google Ads. Von den Einnahmen, die ein Werbetreibender dort für eine Anzeige entrichtet, wird nur ein Teil an den Betreiber der Website ausgezahlt, auf der AdSense eingebunden wurde. Die Differenz wird durch Google als Provision für die Vermittlung der Anzeige und den Betrieb des Netzwerks einbehalten. Die Einnahmen einer Einblendung beziehungsweise eines Klicks über AdSense können aufgrund der Auktion von Anzeigen in Google Ads nur schwer abgeschätzt werden, weshalb das gesamte Modell immer wieder als intransparent bewertet wurde. Erst im Mai 2010 veröffentlichte Google offizielle Angaben, wonach für Werbung in Suchergebnissen 51 Prozent des Umsatzes und für andere Anzeigen, die über die Werbeplattform ausgeliefert werden, 68 Prozent des Umsatzes an die AdSense-Partner ausgeschüttet werden.

## Kritik
Insbesondere im Jahr 2006 haben sich AdSense-Teilnehmer darüber beschwert, dass ihnen fälschlicherweise Missbrauch vorgeworfen und deswegen die Partnerschaft gekündigt wurde. Das kann vorkommen, wenn eine dritte Website automatisiert den Inhalt einer anderen Seite inklusive AdSense-Werbung „stiehlt“ (das heißt kopiert) und so automatisiert Klicks generiert werden. Dafür hat Google zuletzt einen Punkt zugelassene Websites eingeführt, auf dem man seine Seiten explizit eintragen kann. Kritisiert wird auch die mangelnde Transparenz bei der Begründung der Kündigung. Google behält sich vor, Details zu einzelnen Fällen nicht weiterzugeben. Die Verweigerung der Auszahlung von Einnahmen, die der Teilnehmer am AdSense-Programm bis zur Kündigung erwirtschaftet hat, wird im Zuge dessen ebenfalls kritisiert.
Experten sehen AdSense grundsätzlich kritisch, da über das Netzwerk unter Umständen Anzeigen unmittelbarer Wettbewerber dargestellt würden. Insgesamt sei Google AdSense durch ein stetiges Misstrauen sämtlicher Parteien geprägt, das heißt Werbetreibender, Anzeigenkunden und Google, und sei daher nicht für die nachhaltige Finanzierung einer Website geeignet. Unter Umständen birgt die Integration von Google AdSense in eine Website auch Probleme in Bezug auf den Datenschutz, insbesondere wenn von einer deutschen oder europäischen Website eine AdSense-Skript auf Servern in den Vereinigten Staaten eingebunden wird. Die Problematik ist mit Google Analytics vergleichbar.
Anfang 2022 berichtete der Tagesspiegel, dass mehrere US-Bundesstaaten Führungsspitzen von Google und des Facebook-Mutterkonzerns Meta vorwürfen, direkt an illegalen Absprachen für eine marktbeherrschende Stellung bei Online-Werbung beteiligt gewesen zu sein. Demnach seien Google-Chef Sundar Pichai und sein Stellvertreter Philipp Schindler sowie offenbar auch Meta-Co-Geschäftsführerin Sheryl Sandberg an den Absprachen beteiligt gewesen. Die beiden Unternehmen hätten die e-Werbung manipuliert, um jede Konkurrenz auszuschalten. Bei den Auktionen handelt es sich um ein ausgefeiltes System, das entscheidet, welche Werbeanzeigen auf Grundlage anonymer Nutzer-Profile auf Internetseiten erscheinen.